# كارل-إريك غريمستاد
كارل-إريك غريمستاد هو صحفي وسياسي نرويجي، ولد في 17 سبتمبر 1952 في فريدريكستاد في النرويج. نشط حزبياً في الحزب الليبرالي. في الانتخابات البرلمانية النرويجية 2017، انتخب عضو برلمان النرويج ‏ عن دائرة فستفولد ‏ وقد انضم خلال فترته النيابية ‏ (1 أكتوبر 2017 – ) للكتلة البرلمانية الحزب الليبرالي وانتخب نائب العمدة Tjøme ‏ (28 أكتوبر 2015 – 31 ديسمبر 2017).

## وصلات خارجية
- كارل-إريك غريمستاد على موقع IMDb (الإنجليزية)